# La Grande Vague de Kanagawa
Vous lisez un « bon article » labellisé en 2009.
Pour les articles homonymes, voir La Vague et Kanagawa (homonymie).
La Grande Vague de Kanagawa (神奈川沖浪裏, Kanagawa-oki nami-ura, littéralement Sous la vague au large de Kanagawa), plus connue sous le nom de La Vague, est une célèbre estampe japonaise du peintre japonais, spécialiste de l'ukiyo-e, Hokusai, publiée en 1830 ou en 1831 pendant l'époque d'Edo.
Cette estampe est l'œuvre la plus connue de Hokusai et la première de sa série Trente-six vues du mont Fuji, dans laquelle l'utilisation du bleu de Prusse renouvelait le langage de l'estampe japonaise. La composition de La Vague, synthèse de l'estampe japonaise traditionnelle et de la « perspective » occidentale, lui valut un succès immédiat au Japon, puis en Europe, où elle fut une des sources d'inspiration des impressionnistes.
Plusieurs musées en conservent des exemplaires, tels que le musée Guimet, le Metropolitan Museum of Art, le British Museum, le Palazzo Maffei Casa-Museo de Vérone, ou encore la Bibliothèque nationale de France ; ils proviennent généralement des grandes collections privées d'estampes japonaises constituées au XIXe siècle.

## Description

### L'essor des estampesukiyo-eà l'époque de Hokusai

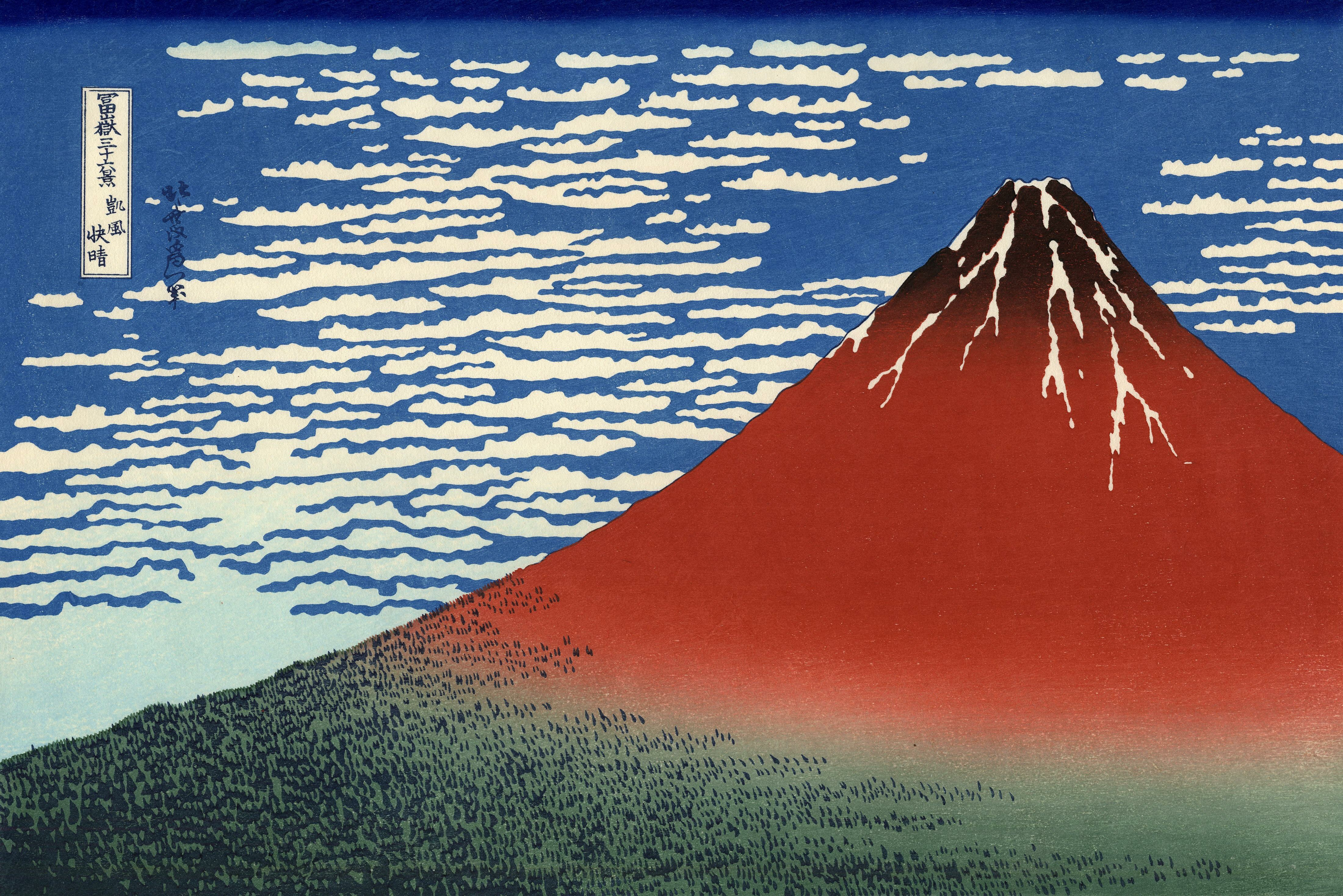
La Grande Vague fait partie de la série des Trente-six vues du mont Fuji ayant pour thème le mont Fuji. Ici Le Fuji par temps clair (凱風快晴 Gaifū kaisei), deuxième estampe de la série (format ōban yoko-e).

Les estampes apparaissent au Japon d'abord sur des sujets religieux, au XIIIe siècle, puis à partir du milieu du XVIIe siècle sur des sujets profanes : cette technique de gravure sur bois permet en effet, par le nombre de reproductions qu'elle autorise, une diffusion beaucoup plus large des œuvres qu'avec une peinture, dont il n'existe forcément qu'un exemplaire original.
Le développement de ces estampes profanes (dites ukiyo-e) à partir du XVIIe siècle accompagne la naissance d'une nouvelle classe sociale, la bourgeoisie marchande urbaine aisée, qui apparait et se développe dès le début de l'époque d'Edo, lorsqu'à partir de 1600, le nouveau régime des shoguns Tokugawa parvient à restaurer la paix dans l'ensemble du pays. Cette clientèle en plein essor devient extrêmement friande des estampes ukiyo-e, à la fois plaisantes à l'œil et d'un coût modique, y retrouvant en effet ses sujets favoris, des belles courtisanes du Yoshiwara jusqu'aux paysages pleins de poésie du Japon ancien, en passant par les lutteurs de sumo ou les acteurs de kabuki, si populaires.
La Grande Vague de Kanagawa est une estampe ukiyo-e, c'est-à-dire techniquement une estampe imprimée sur papier, à l'aide de gravures sur bois réalisées par un graveur expérimenté d'après le dessin de l'artiste. Faisant appel à de multiples planches de couleurs différentes, elle appartient à la catégorie des  « estampes de brocart »  (nishiki-e) : chaque partie colorée étant obtenue par l'application d'une planche de bois gravée particulière .
Par la description des activités quotidiennes de l'humble population des campagnes japonaises (charpentiers, tonneliers, bateliers, pêcheurs…), la série d'estampes à laquelle appartient La Vague s'inscrit bien dans l'esprit des « estampes japonaises » ou estampes ukiyo-e (littéralement « images du monde flottant »), ayant pour thème les images du monde quotidien. Cependant, cette série est en même temps très novatrice dans l'évolution esthétique de l'ukiyo-e, car elle est en pratique la première grande série de meisho-e, c'est-à-dire de « vues célèbres » de paysage, cadrées ici en format « panoramique » horizontal. De fait, cette série est peut-être la première à effectuer une synthèse véritablement convaincante de l'ukiyo-e et des gravures de paysage occidentales.
On ignore le tirage réel de la série, sans doute de l'ordre de quelques centaines dans sa première édition, auxquelles il faut adjoindre sans doute des tirages tardifs des planches originales, et de nombreuses regravures de l'œuvre jusqu'à aujourd'hui. Mais ce nombre somme toute réduit permit d'assurer à l'œuvre une notoriété sans aucun rapport avec celle à laquelle pouvait prétendre même la plus célèbre des peintures, à une époque où la reproduction photographique à grande échelle n'était pas de mise.

### Création de l'édition originale
Pour réaliser La Vague, Hokusai fit appel aux techniques habituelles. Dans l'ukiyo-e de manière générale, l'artiste étant avant tout responsable de l'aspect artistique, dessin et choix des couleurs, pour un dessin de base (le shita-e, « l'image de dessous ») qui n'est que la première étape d'un processus mobilisant plusieurs intervenants (artiste, éditeur, graveur[s], imprimeur[s]). Ici, c'est à l'éditeur, Nishimuraya Yohachi (Eijudō) qu'échut le soin de graver les planches de bois de La Vague, puis de faire imprimer les différentes planches sur les feuilles de papier. 

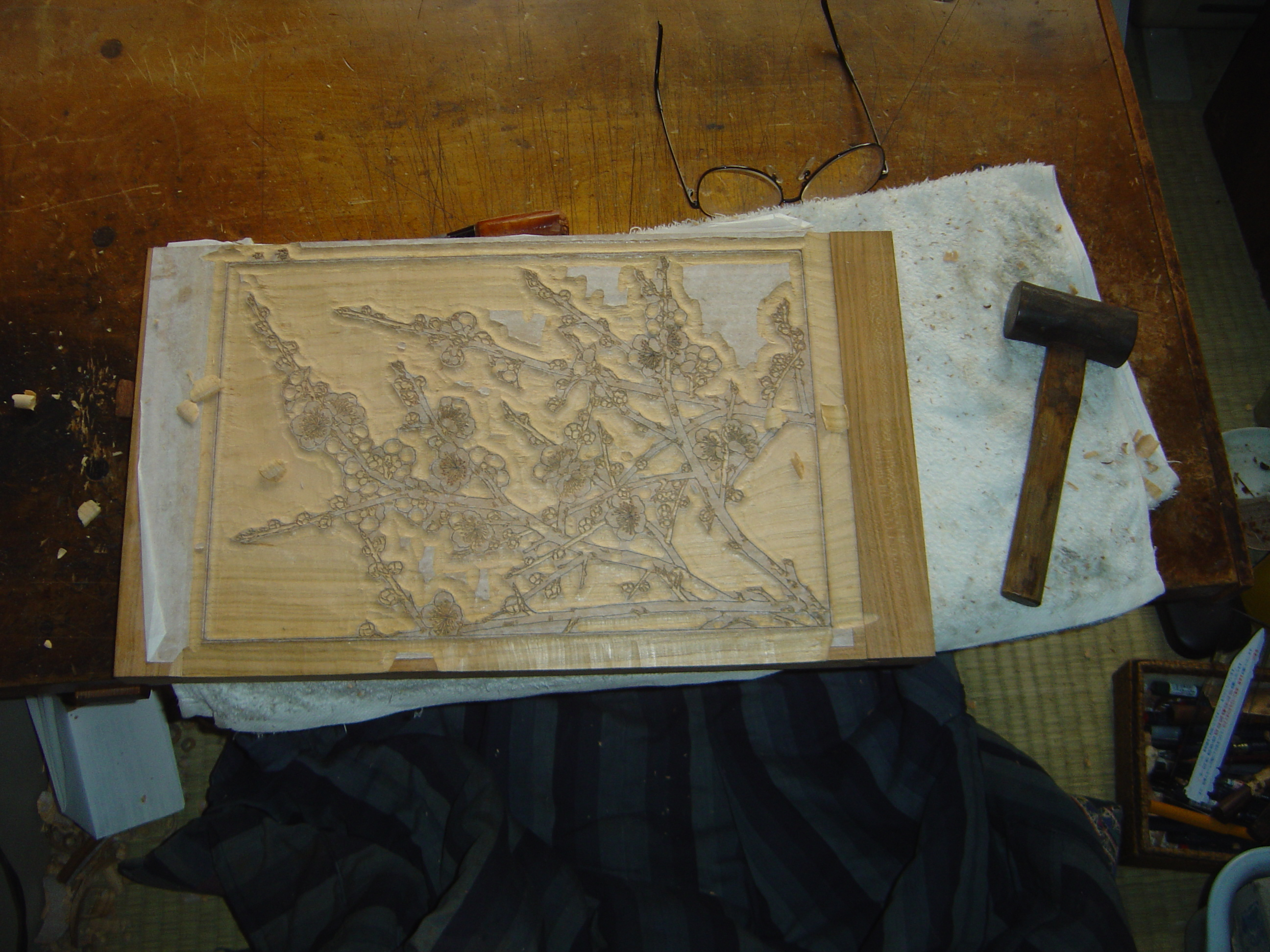
Planche de bois portant les traits de contours en cours de gravure : on voit que le shita-e, le dessin d'origine, collé sur la planche, est détruit par la gouge qui creuse le bois.

Hokusai dessina au pinceau un croquis de son dessin sur un papier mince et translucide, le washi (和紙, わし), papier fabriqué artisanalement au Japon avec de longues fibres de mûrier entrelacées, connu pour sa légèreté, sa flexibilité et sa solidité. En matière d'estampe, le dessin initial est pratiquement toujours « détruit » par le processus de gravure. Mais ainsi les textures de l'estampe ne sont-elles pas uniquement le fait de l'artiste, et se trouvent enrichies par le grain du papier, la trace des fibres du bois de gravure, les stries de l'outil de l'imprimeur, le baren (frotton).
Cette façon de faire induit, pour toutes les estampes japonaises, qu'il n'y a pas d'« œuvre originale unique », mais une édition originale correspondant aux tirages effectués avant que l'usure du bois des diverses planches utilisées donne des traits moins nets et des repères de couleurs moins fiables, ce qui pouvait représenter de l'ordre de trois cents estampes. Le succès de cette édition pouvait comme dans le cas de celle-ci susciter des regravures ultérieures ; mais effectuées sans la supervision de l'artiste, ces exemplaires ne sont donc pas des « originaux ».
Comme à l'ordinaire, une fois le dessin de l'estampe confié au graveur, celui-ci le colle à l'envers sur une planche polie de sakura, une variété de cerisier choisie pour sa dureté, permettant ainsi d'y graver des lignes très fines et de réaliser de nombreuses impressions. La planche est attaquée au canif en suivant les traits du dessin qui s'en trouve détruit ; les différentes surfaces sont creusées à l'aide de gouges, en respectant les reliefs, traits et aplats, nécessaires à l'impression. Le graveur réalise d'abord le « bois de traits », c'est-à-dire la planche portant les contours du dessin, le texte des légendes et la signature, puis les « bois de teinte », les planches correspondant chacune à un relief et à une couleur à imprimer en aplat. Une fois réalisé, le jeu de planches est confié à l'imprimeur.
Pour colorier La Vague, l'imprimeur employa des pigments traditionnels dilués à l'eau. Le noir est à base d'encre de Chine, le jaune à base d'ocre jaune et le bleu est un bleu de Prusse, nouvellement importé des Pays-Bas et très à la mode alors. Pour commencer, l'imprimeur utilisait la planche de traits sur laquelle il étalait une couche de bleu puis une couche de colle de riz servant de liant, les mélangeant à l'aide d'une brosse. Il appliquait ensuite une feuille de papier humidifiée sur la planche en la calant de façon précise dans les marques des kento (marques de calage), et la frottait au verso d'un mouvement régulier à l'aide d'un tampon appelé baren.
Ce frottement contre les motifs gravés recouverts de pigment permettait la bonne répartition de la couleur sur le papier. L'imprimeur répétait l'opération autant de fois qu'il voulait produire d'estampes, puis il passait aux différents bois de teinte, des plus claires aux plus sombres, l'impression des couleurs d'une estampe se faisant toujours dans un ordre précis, pouvant impliquer jusqu'à une dizaine d'impressions successives, en commençant par le noir.
Selon la tradition, La Vague aurait été imprimée en huit passages : les contours du dessin et les surfaces teintées au bleu de Prusse, surfaces qui paraissent par contraste presque noires, puis le jaune léger des barques, le jaune du ciel, le dégradé gris clair du ciel et le gris des barques. Venaient ensuite les zones bleu clair, puis d'un bleu plus dense. Enfin l'estampe était achevée avec le noir du ciel et du pont d'une des barques. Lors de chaque opération, la crête des vagues, l'écume, les visages des marins, et les neiges du Fuji, restaient en réserve, ce qui leur confère le blanc éclatant du papier d'origine. Ainsi, avec trois pigments (noir, jaune et bleu), Hokusai réalise une image colorée et contrastée.

D'un tirage à l'autre, on observe des différences de hauteur et de densité du ciel noir autour du Fuji. Hokusai qui avait été graveur pendant son adolescence, suivait attentivement l'impression de ses estampes : 

« Des gris trop appuyés rendraient l'estampe moins plaisante, dites je vous prie aux imprimeurs que le ton pâle doit ressembler à une soupe de coquillage. En revanche, s'ils éclaircissent trop le ton sombre, ils ruineraient la force du contraste. Aussi faut-il expliquer que le ton soutenu doit avoir une certaine épaisseur, comme la soupe aux pois. »

Quelques tirages différents
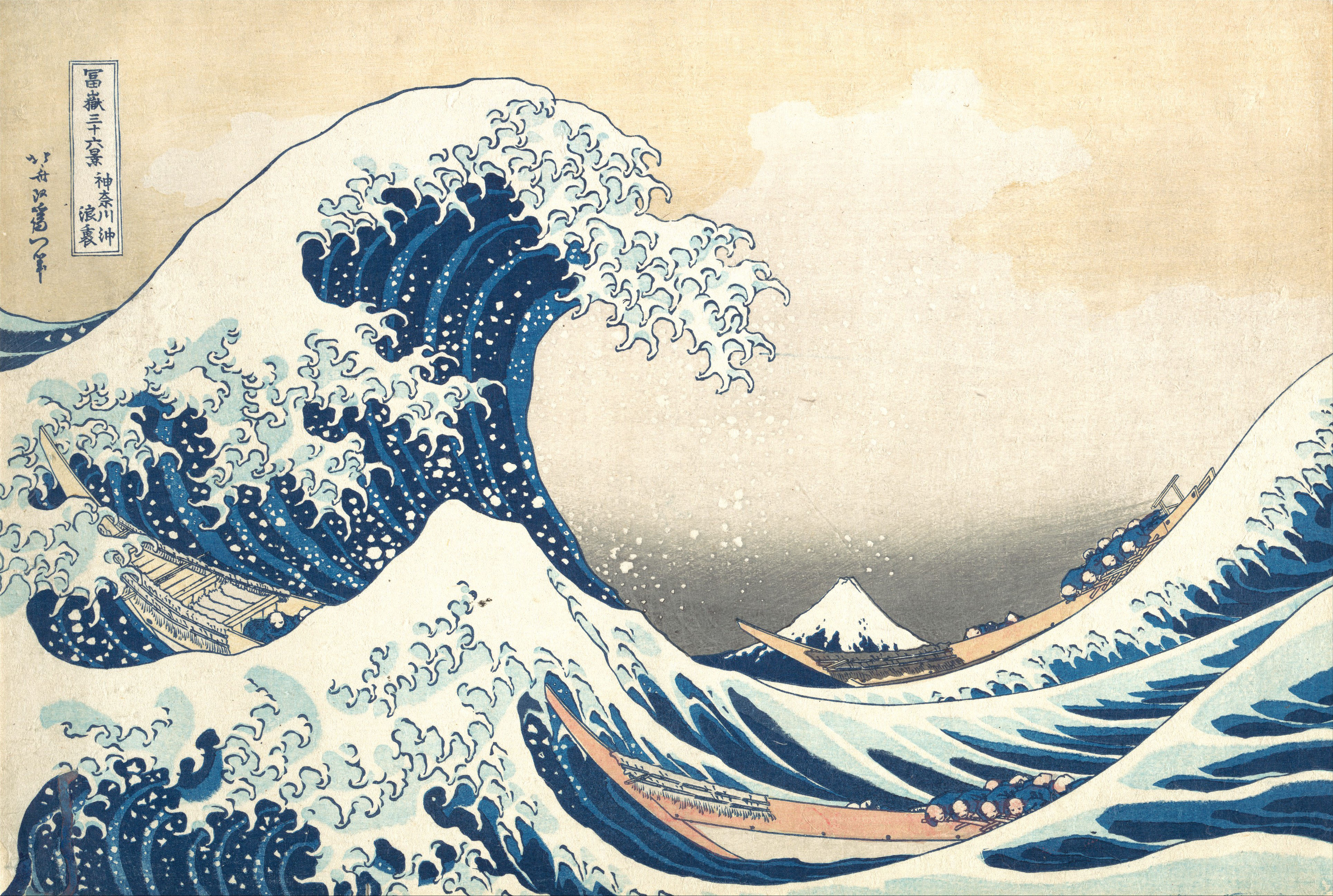
Épreuve du Metroplitan Museum of Art, New York. 25,7 x 37,9 cm. Inventaire : JP1847
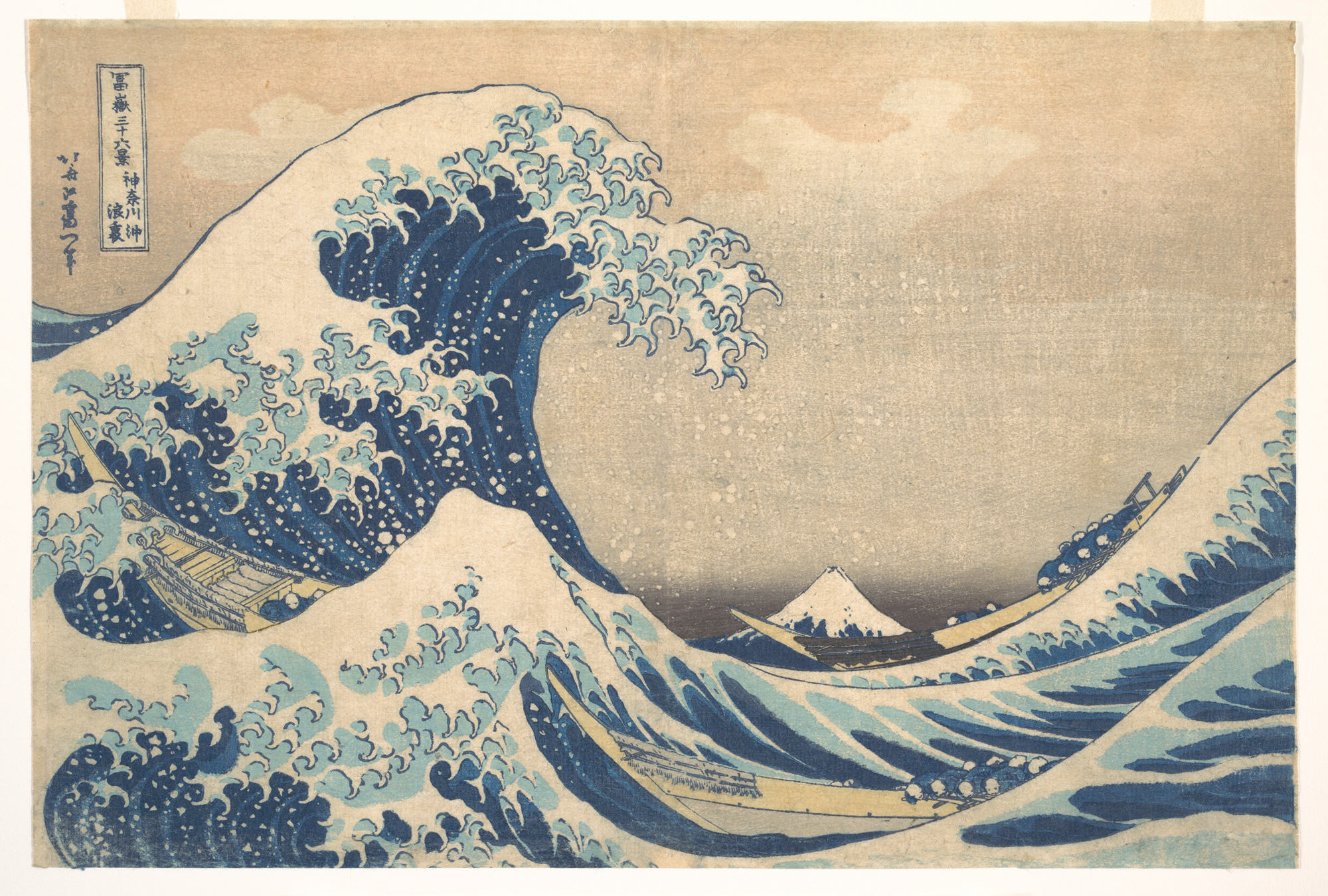
Autre épreuve du Met, New York. 25,1 x 37,8 cm. Inventaire : JP2972
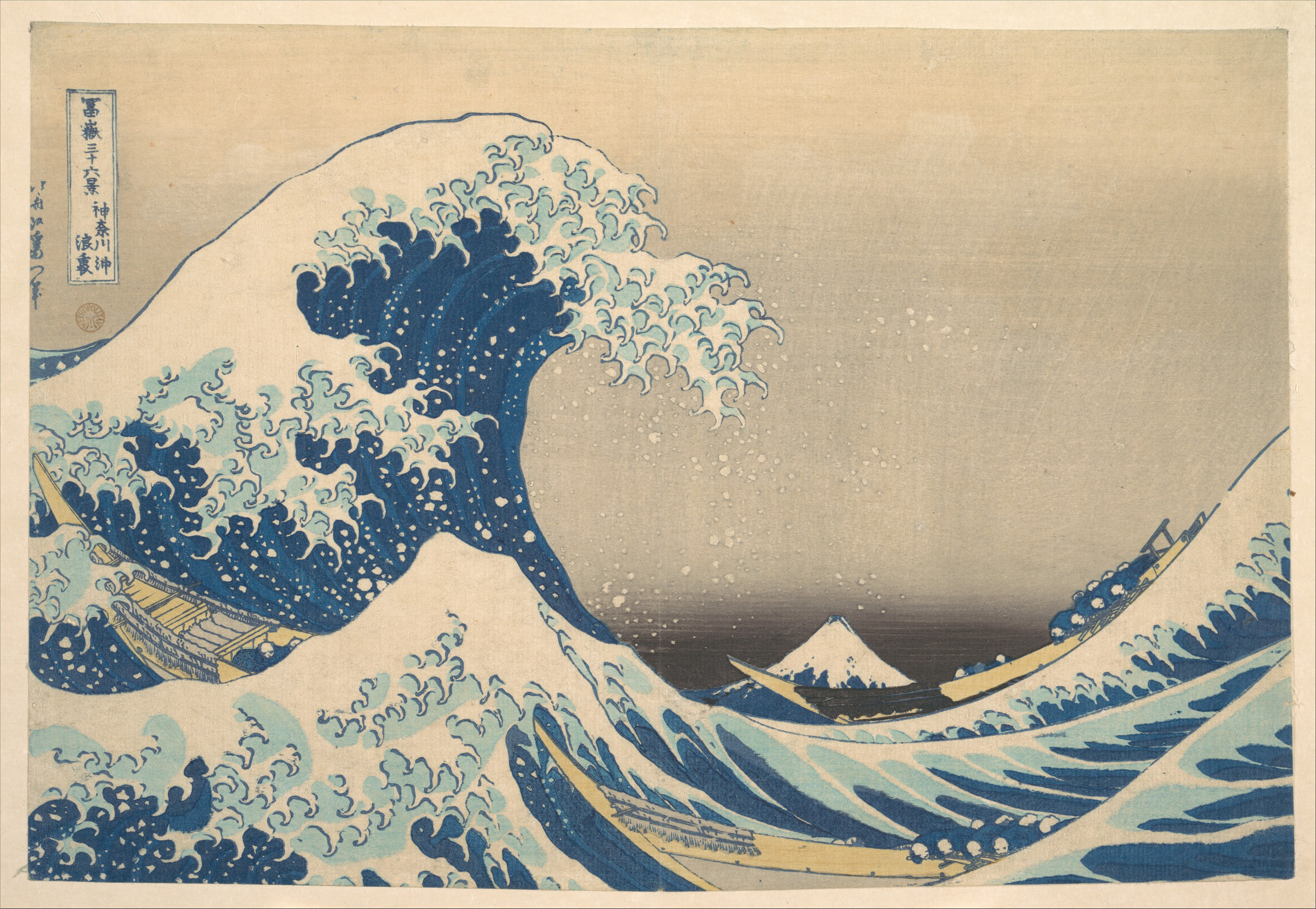
Autre épreuve du Met, New York. 24,4 x 35,7 cm. Inventaire : JP10
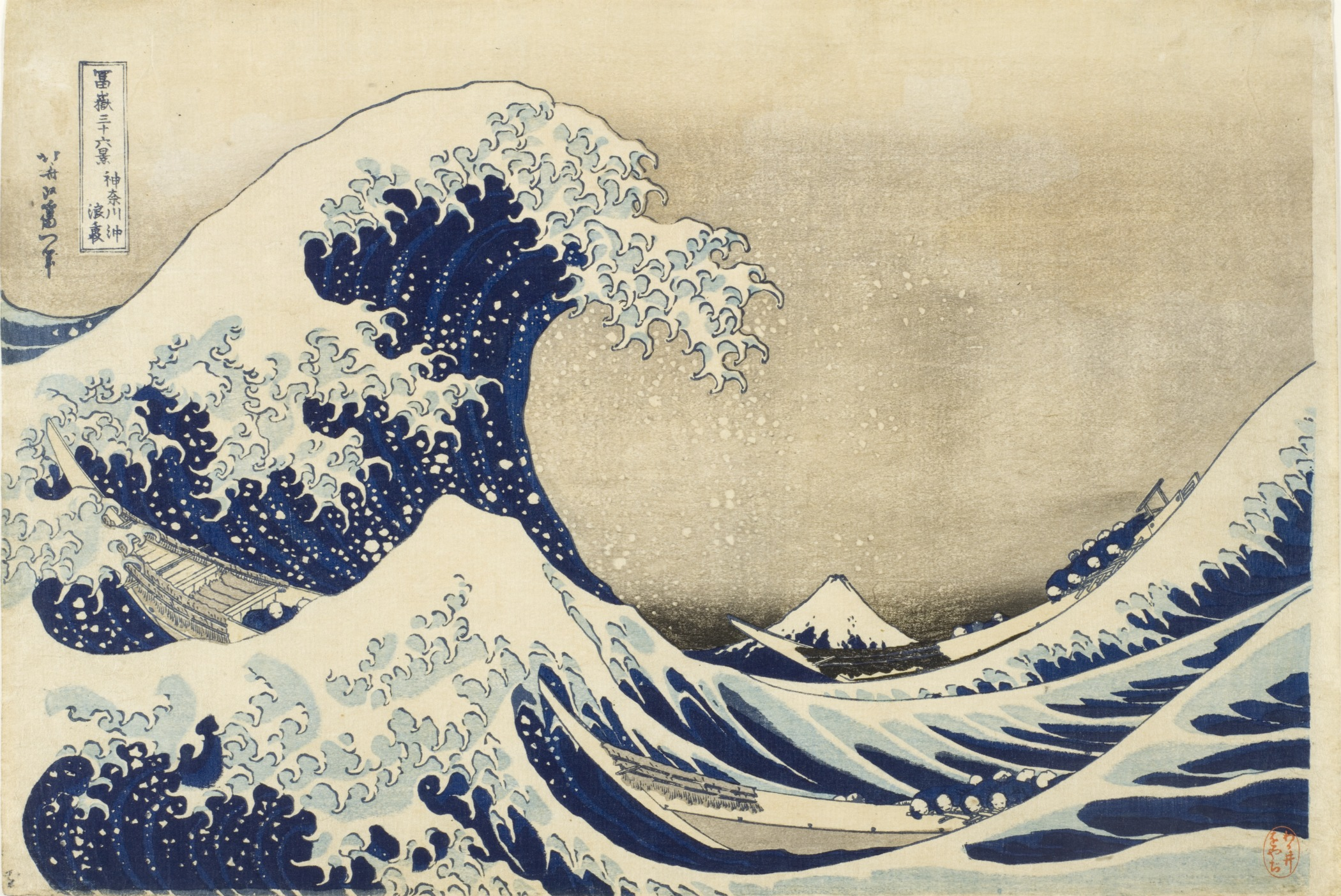
Épreuve du LACMA. Los Angeles. 26 x 38 cm. Inventaire : M.81.91.2
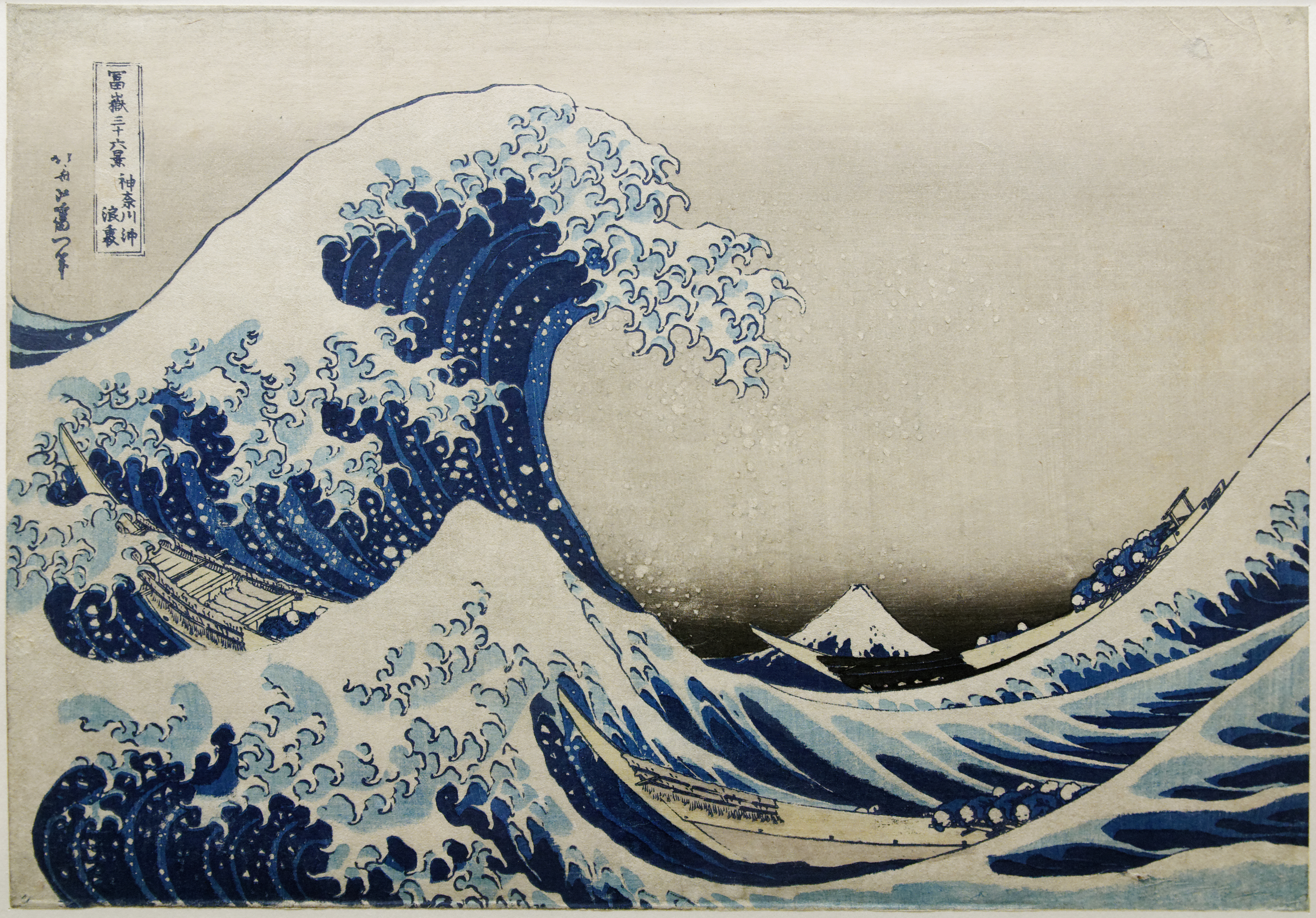
Épreuve du British Museum. 24,6 x 36,8 cm. Inventaire : 1906,1220,0.533

### L'image
Cette estampe est une estampe yoko-e, c'est-à-dire des images en présentation « paysage », donc disposées horizontalement, au format ōban ; elle mesure environ 26 cm de hauteur sur 38 cm de largeur.
Le paysage est composé de trois éléments : la mer agitée par la tempête, trois bateaux et une montagne. Il est complété par la signature nettement visible en haut et à gauche. Pour Alain Jaubert, dans son documentaire Palettes, la composition comporte quatre plans : au premier plan une vague s'amorce sur la droite ; au deuxième plan, une vague plus grande s'élève, écumante; au troisième plan, une vague immense commence à déferler ; le mont sacré n'apparaît qu'en arrière-plan, comme élément central et décoratif, il est légèrement excentré vers la droite, enneigé il contraste avec un ciel d'horizon nuageux.

#### La scène

##### La montagne

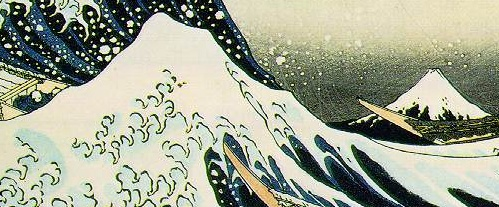
Le mont Fuji à l'arrière-plan fait écho à la petite vague du premier plan.

La montagne à l'arrière-plan est le mont Fuji, sujet emblématique de la série meisho-e des Trente-six vues du mont Fuji, qui a pour thème cette montagne, la plus haute du Japon, dont le sommet enneigé est visible l'hiver depuis plusieurs provinces du centre. Cette montagne exerce depuis toujours une certaine fascination, elle est un lieu de pèlerinage de sectes shintoïstes et un site de méditation bouddhiste, et reste l'un des symboles du Japon moderne. Le Fuji est souvent considéré comme un symbole de beauté et Hokusai l'a utilisé comme élément principal ou secondaire dans de nombreux tableaux.

##### Les bateaux

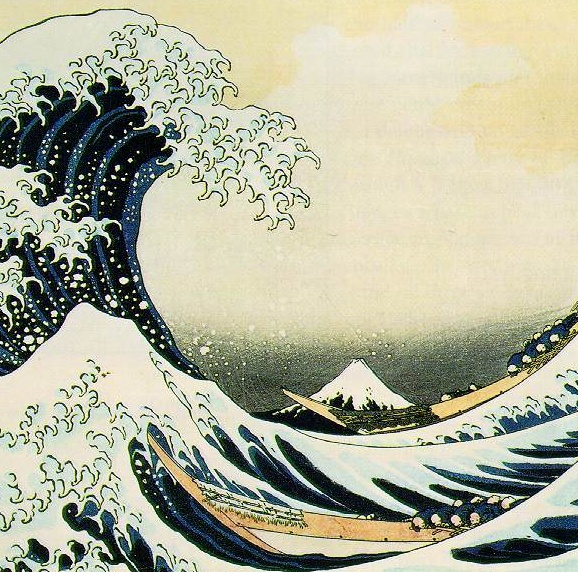
Cette estampe est caractéristique de l’ukiyo-e, « images d’un monde éphémère et flottant » : Hokusai saisit l’instant où la vague gigantesque menace d’engloutir les vulnérables embarcations dont l’existence éphémère est soumise au bon vouloir de la nature toute puissante.

La scène représente trois barges prises dans une forte tempête. Les esquifs sont des oshiokuri-bune (ja), bateaux rapides qui servaient à transporter par mer du poisson des villages de pêcheurs des péninsules d'Izu et de Bōsō vers les marchés aux poissons de la baie d'Edo. Ce transport de marchandises se veut probablement être le symbole d'une scène du quotidien du Tokyo du XIXe siècle. En effet, comme son titre l'indique, la scène se déroule dans la mer proche de Kanagawa (Yokohama), située entre Tokyo au nord et la Baie de Tokyo à l'est. Les barques, orientées vers le sud-ouest, reviennent donc à vide de la capitale. Il y a huit rameurs par embarcation, cramponnés à leur rames qu'ils ont pris le soin de relever. Deux passagers supplémentaires sont à l'avant de chaque bateau, ce qui représente un total de trente hommes. Les barques font environ 12 mètres de long, par comparaison, on peut estimer que la vague mesure de 14 à 16 mètres de hauteur. Les marins sont pris dans une forte tempête, peut-être un typhon, ils ont peu de chances d'en réchapper.
La scène a lieu en pleine mer, au sud de la baie de Tokyo, au large de Kanagawa, à 90 kilomètres environ à l'est du mont Fuji,.

##### La mer et ses vagues

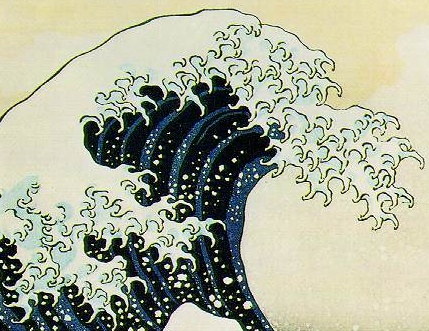
Détail de la crête de la Grande Vague et de ses « griffes » d'écume.

La mer est l'élément dominant de la composition qui s'articule autour de la forme d'une vague, qui se déploie et domine toute la scène avant de s'abattre.
La grande vague, en cet instant, réalise une spirale parfaite dont le centre passe au centre du dessin. La vague s’abat en forme de main destructrice. 

#### La signature

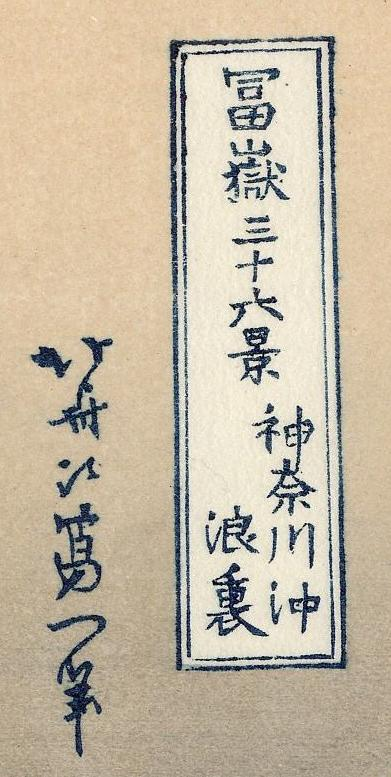
Signature de Hokusai à gauche du cartouche.

La Grande Vague de Kanagawa porte deux inscriptions. Sur la première, qui représente le titre de la série et du tableau, située en haut à gauche dans un cartouche rectangulaire est écrit : « 冨嶽三十六景 / 神奈川沖 / 浪裏 » qui se lit Fugaku sanju-rokkei / Kanagawa-oki / nami-ura, et qui signifie Trente-six vues du mont Fuji / au large de Kanagawa / Sous la vague. Sur la seconde, qui représente la signature, située en haut à gauche de l'estampe, sur la gauche du cartouche, est écrit : « 北斎改為一筆 », « Hokusai aratame Iitsu hitsu », signifiant « (peint) de la brosse de Hokusai changeant son nom en Iitsu ».
Enfant de très modeste origine, sans identité, puisque son premier pseudonyme, Katsushika, lui vient de la région agricole où il est né, Hokusai utilisera au moins cinquante-cinq autres noms tout au long de sa carrière ; ainsi, il ne commençait jamais une nouvelle période de travail sans changer de nom, abandonnant ses anciens noms à ses élèves. Aussi signa-t-il les quarante-six estampes composant les Vues du mont Fuji, non en fonction de l'œuvre dans sa globalité, mais en fonction des différentes périodes de travail que cette œuvre représenta pour lui. Hokusai utilisa quatre signatures différentes pour cette série : « Hokusai aratame litsu hitsu », « zen Hokusai litsu hitsu », « Hokusai litsu hitsu » et « zen saki no Hokusai litsu hitsu ».

### L'analyse de l’œuvre
Hokusai réunit et assemble dans ce tableau différents thèmes qu'il apprécie particulièrement. Le Fuji représenté comme une pointe bleue et blanche ressemble à une vague, faisant écho à la vague du premier plan. L'image est tissée de courbes : surface des eaux qui se creuse, rides s'incurvant à l'intérieur des vagues, dos des lames et pentes du Fuji. Les courbes de l'écume de la grande vague engendrent d'autres courbes qui se divisent à leur tour en une multitude de petites sous vagues répétant l'image de la vague mère. Cette décomposition en fractale peut être considérée comme une illustration de l'infini. Les visages des pêcheurs forment des taches blanches, auxquelles font écho les gouttelettes d'écume que projette la vague.
Dans une approche purement subjective de l'œuvre, cette vague est parfois présentée comme un tsunami ou une vague scélérate ; mais on la décrit aussi comme une vague monstrueuse et fantomatique, au squelette blanchâtre, menaçant les pêcheurs de ses « griffes » d'écume ; cette vision fantastique de l'œuvre rappelle que Hokusai est un des maîtres du fantastique japonais, comme le montrent les fantômes qui hantent les carnets des Hokusai Manga. De fait, l'examen de l'écume de la vague à gauche évoque beaucoup plus des mains griffues prêtes à s'emparer des pêcheurs que la frange blanche d'une vague ordinaire, telle qu'on peut la voir à droite de l'estampe. Dès les années 1831-1832, à peine deux ans après La Grande Vague, Hokusai fera d'ailleurs appel aux thèmes chimériques de manière beaucoup plus explicite, avec sa série Hyaku monogotari (Cent contes de fantômes).
Cette image rappelle bien d'autres œuvres de l'artiste. La silhouette de la vague évoque un dragon géant, dragon que Hokusai dessine souvent, notamment celui du Fuji. La vague est comme la mort fantôme perchée au-dessus des marins condamnés, elle dresse ses bras, ses plis et ses replis, comme le fait avec ses tentacules la pieuvre, un animal qui hante Hokusai aussi bien dans ses mangas que dans ses images érotiques. On retrouve d'autres analogies, les éclats de l'écume deviennent des becs, des serres d'oiseaux de proie, des mains aux doigts crochus, des crocs, des mandibules d'insectes, des mandibules acérées.

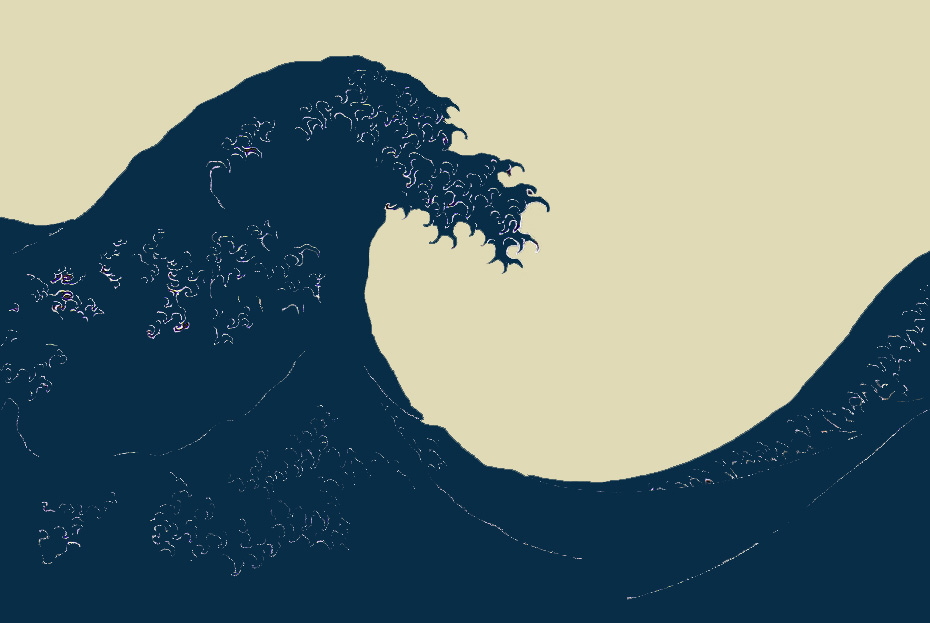
La Vague réduite aux deux formes symétriques emboîtées, qui s'opposent et se complètent comme le yin et le yang.

Le travail sur la profondeur spatiale et la perspective (uki-e) est également à noter, avec le fort contraste entre l'arrière-plan et le premier plan : les deux grandes masses visuelles qui occupent l'espace, la violence de la grande vague qui s'oppose à la sérénité du fond vide, peuvent faire penser au symbole du yin et du yang. L'homme, impuissant, se débat entre les deux. On peut donc y voir une allusion au taoïsme, mais également au bouddhisme — les choses fabriquées par l'homme sont éphémères à l'image des barques emportées par la vague gigantesque — et au shintoïsme — la nature est toute-puissante,.

L'« opposition complémentaire » du yin et du yang se traduit également au niveau des couleurs : le bleu de Prusse s'oppose ici au jaune rosé de l'arrière-plan, qui en est la couleur complémentaire. La symétrie de l'image est donc quasi parfaite, tant au niveau des formes que des couleurs.

Autres œuvres fantastiques de Hokusai
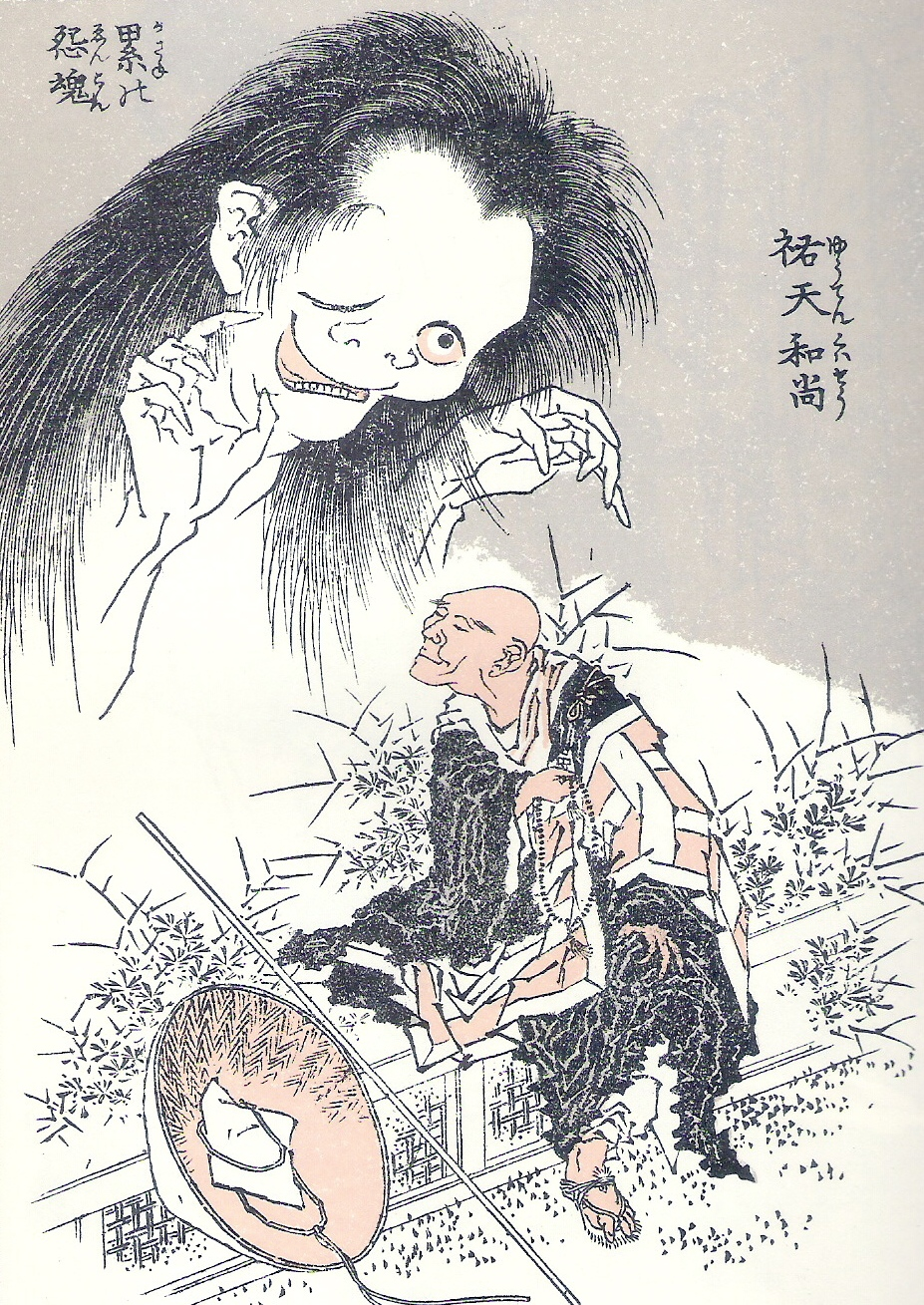
Dans ses carnets de croquis, les Hokusai Manga, l'artiste travailla souvent sur des thèmes fantastiques. Ici, un fantôme menaçant un être humain de ses griffes, telle la vague menaçant les marins.
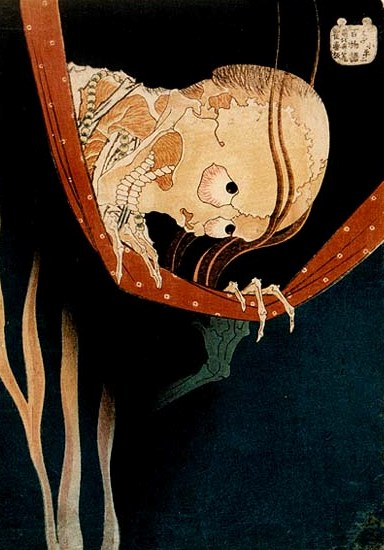
La « mort fantôme » aux doigts crochus, rappelant les griffes de la vague perchée au-dessus des marins condamnés.
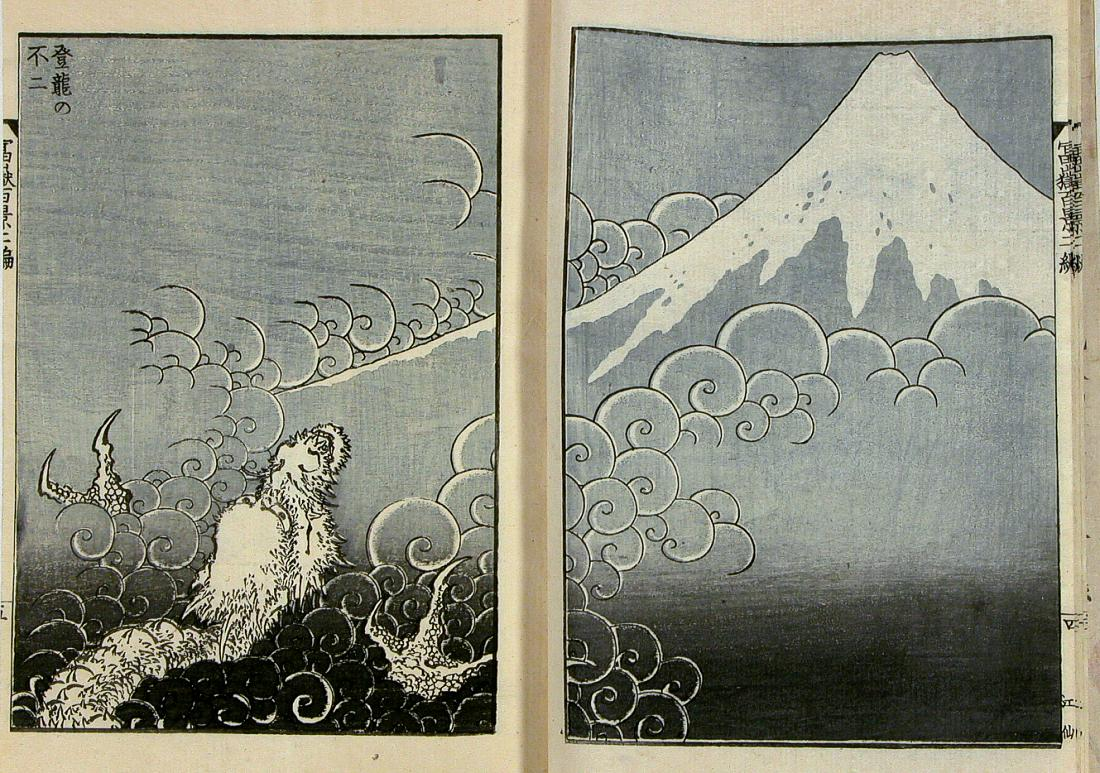
La silhouette de la Grande Vague rappelle celle d'un dragon, ici Le Dragon du mont Fuji, 1835.

### Sens de lecture

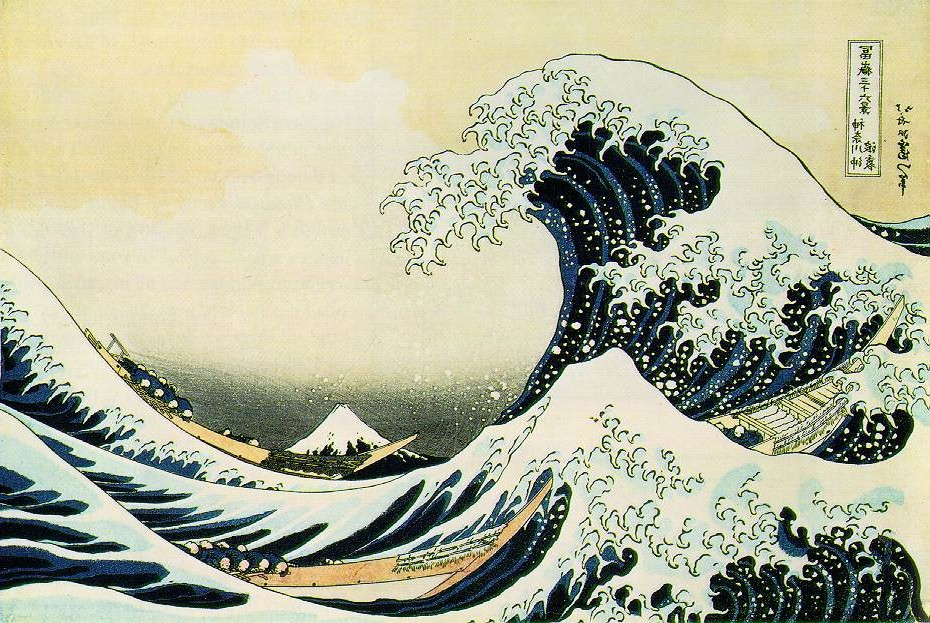
L'image inversée de la Grande Vague, permet à un Occidental de comprendre la façon dont un Japonais perçoit l'estampe.

Alors que l'écriture japonaise se lit de haut en bas, et plus important ici, de droite à gauche, l'écriture occidentale se lit de gauche à droite, ce qui implique que la perception première de l'image n'est pas la même pour un Occidental et pour un Japonais :
- Pour un Occidental, au tout premier coup d'œil, les pêcheurs japonais de La Grande Vague de Kanagawa se dirigent vers la droite de l'estampe, en provenance, peut-on imaginer, de la péninsule d'Izu. Ils sont rattrapés par la vague, qu'ils fuient, ou, peut-être, qu'ils n'ont pas vu venir ;
- Pour un Japonais, les pêcheurs viennent de la droite de l'image et se dirigent vers la gauche, ils suivent le cheminement oriental traditionnel, auquel s'oppose la vague[21].

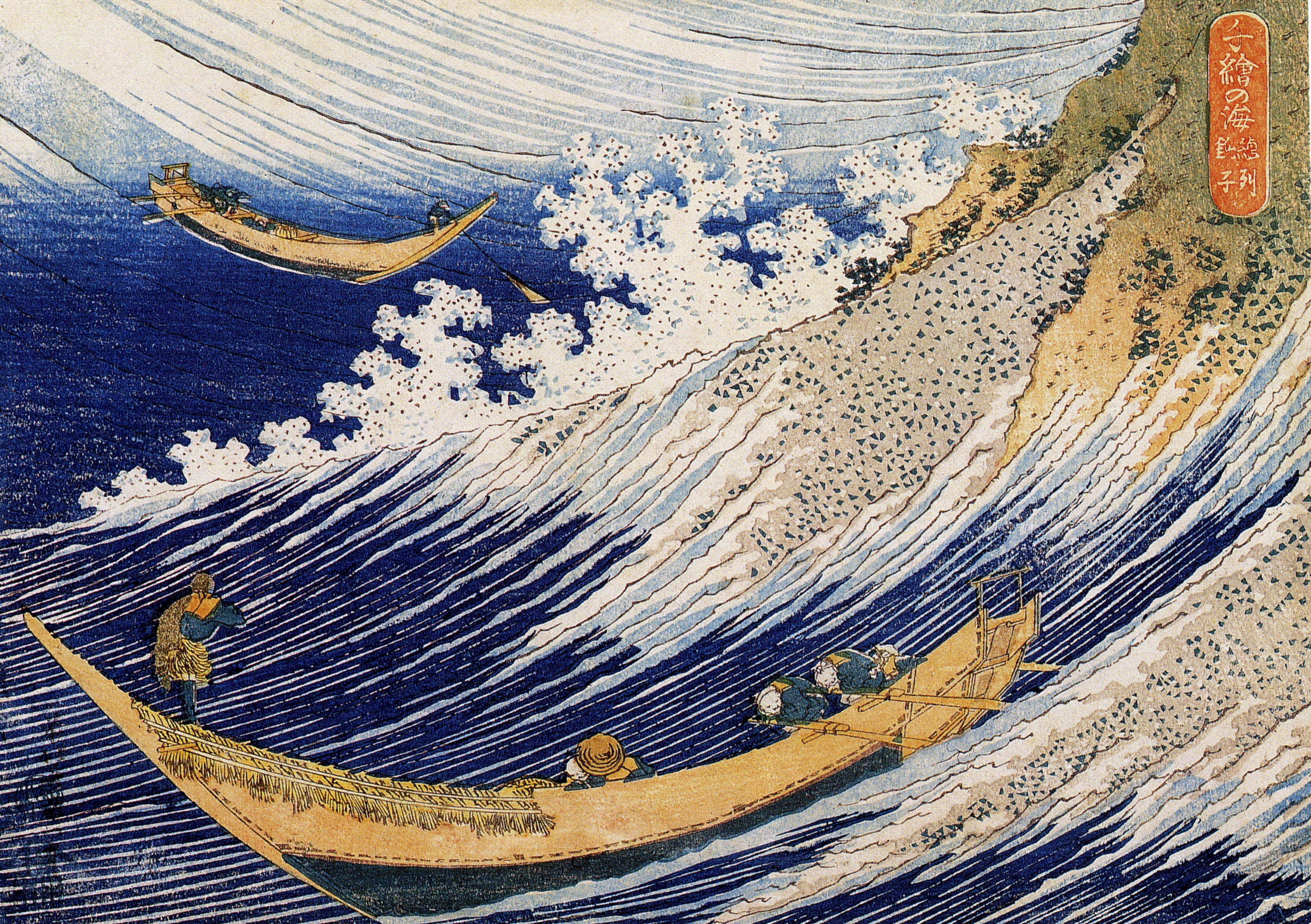
Mille Images de l’océan (Chie no umi), Chōshi dans la province de Shimosa (Sōshū Chōshi). Hokusai, 1832-1834.

Ils sont au large des côtes de Kanagawa, en se dirigeant vers la gauche, vers le sud-ouest, revenant sans doute à vide de Tokyo, où ils ont vendu leurs poissons. Au lieu de fuir la vague, ils se heurtent à elle : elle leur barre la route et ils doivent l'affronter dans toute sa violence. C'est dans le sens de lecture japonais, de droite à gauche, que l'image est la plus forte, rendant la menace de la vague plus apparente.
L'examen des bateaux, et en particulier de celui du haut, qui barre le Fuji, montre bien que c'est la proue, haute et effilée, qui est orientée vers la gauche, et que la lecture « japonaise » de l'image est donc la « bonne ». L'aspect des bateaux, des oshiokuri-bune servant à transporter le poisson, est d'ailleurs confirmé par l'observation d'une autre estampe de Hokusai, Mille Images de l’océan (Chie no umi), « Chōshi dans la province de Shimosa » (Sōshū Chōshi), où, cette fois, le bateau s'écarte bien du ressac (situé ici sur la droite de l'image), comme le montre son sillage sur l'eau.

## Conception de l'œuvre

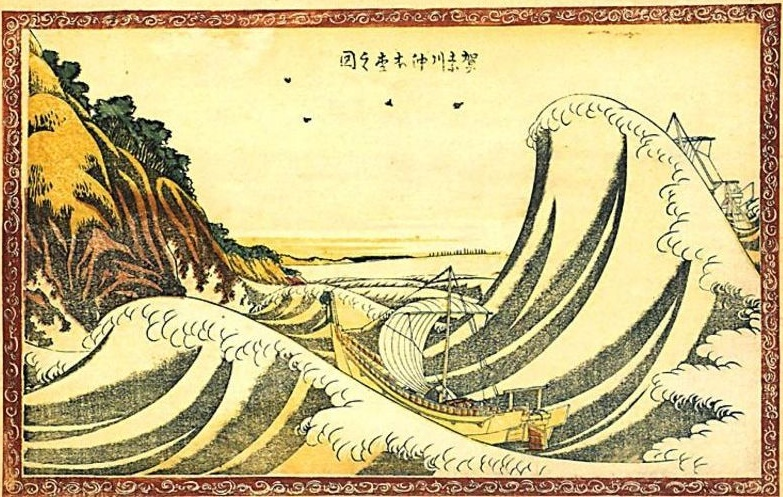
Kanagawa-oki Honmoku no zu, « Vue de Honmoku au large de Kanagawa », créée par Hokusai vers 1803.

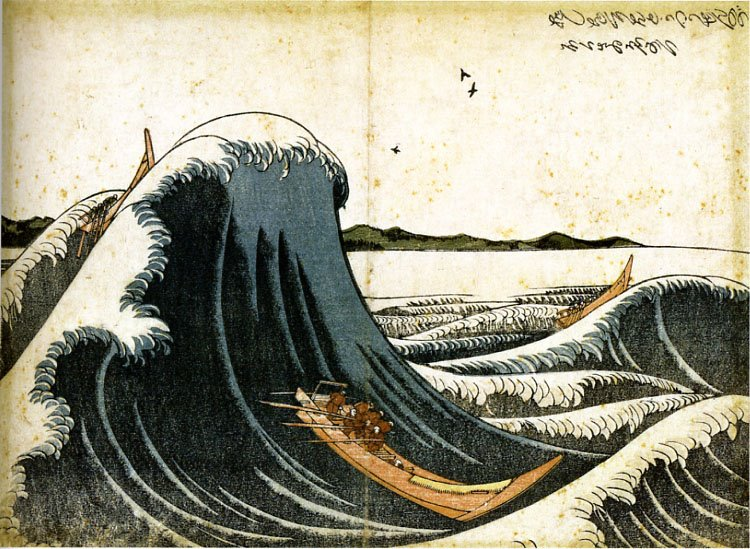
Oshiokuri Hato tsusen no zu, « bateaux cargo luttant contre les vagues », créé par Hokusai vers 1805, œuvres annonciatrices de Sous la vague, au large de Kanagawa.

Hokusai n'a pas imaginé et créé La Vague en un jour et l'étude de ses œuvres antérieures laisse penser que de nombreuses années de travail ont été nécessaires afin d'aboutir au degré de maitrise qu'il démontre dans La Grande Vague de Kanagawa.
Deux estampes, produites près de 30 ans plus tôt, ressemblent à la Grande Vague, et peuvent être considérées comme des œuvres annonciatrices. Ce sont Kanagawa-oki Honmoku no zu, créé vers 1803 et Oshiokuri hato tsusen no zu, créé vers 1805,,. Ces deux gravures ont la même thématique que La Vague, ils décrivent un bateau, à voile dans le premier cas, à rame dans le second, pris dans la tempête, au pied d'une immense vague qui menace de l'engloutir. Si ces tableaux ressemblent à La Vague, ils en diffèrent sur certains points et l'étude de ces différences permet de décrire l'évolution technique et artistique de Hokusai :
- Dans ces premières estampes, les vagues sont assimilées à une matière dense et uniforme, presque minérale[8]. Leur raideur et leur verticalité évoquent des sommets montagneux enneigés[20], alors que La Vague apparait plus vivante, plus dynamique et plus agressive ; sa crête en forme de griffes écumantes contribue puissamment à la menace qui en émane ;
- Le point de vue des estampes de 1803 et 1805 est toujours légèrement marqué par la perspective japonaise traditionnelle : le spectateur est placé plus haut, dans une vue cavalière qui ne permet pas d'être au cœur de l'action[20]. Le point de vue beaucoup plus bas adopté plus tard par Hokusai crée instantanément un sentiment d'écrasement face aux éléments ;
- Ce sentiment est encore renforcé par la ligne d'horizon : les deux premières estampes laissent apparaître un paysage à l'horizon, paysage à peine masqué par la vague principale ; la présence de cet arrière-plan relativise la menace constituée par la vague. Au contraire, La Grande Vague de Kanagawa donne le quasi-monopole du spectacle aux éléments déchaînés, obligeant le spectateur à s'immerger dans le drame ; le calme du Fuji au lointain n'apporte pas de soulagement au caractère oppressant des premiers plans, car sa petitesse même souligne son extrême éloignement ; de même, les deux premières estampes faisaient apparaître des oiseaux, détail familier et rassurant qui a disparu dans La Vague[20] ;
- Dans les premières estampes, un bateau navigue sur la crête de la vague, comme s'il était parvenu à lui échapper. Hokusai a éliminé ce détail dans La Grande Vague, peut-être parce que cela gênait la dynamique de la courbe de la vague, mais aussi pour renforcer le drame qui se déroule : les humains, dépassés par les éléments, n'occupent plus que la partie inférieure de l'image[20] ;
- Au-delà de tous ces aspects, la composition générale de l'image accuse une autre différence :  les deux estampes de 1803 et 1805 de Hokusai montrent des compositions disparates, manquant de la « cohérence » qui est à la base même de la force d'une image. La Vague, par comparaison, réduit les grandes masses visuelles à deux : la vague elle-même, et son arrière-plan vide, amorcé par la ligne inférieure de la vague (« sous la vague », comme le dit explicitement le titre).

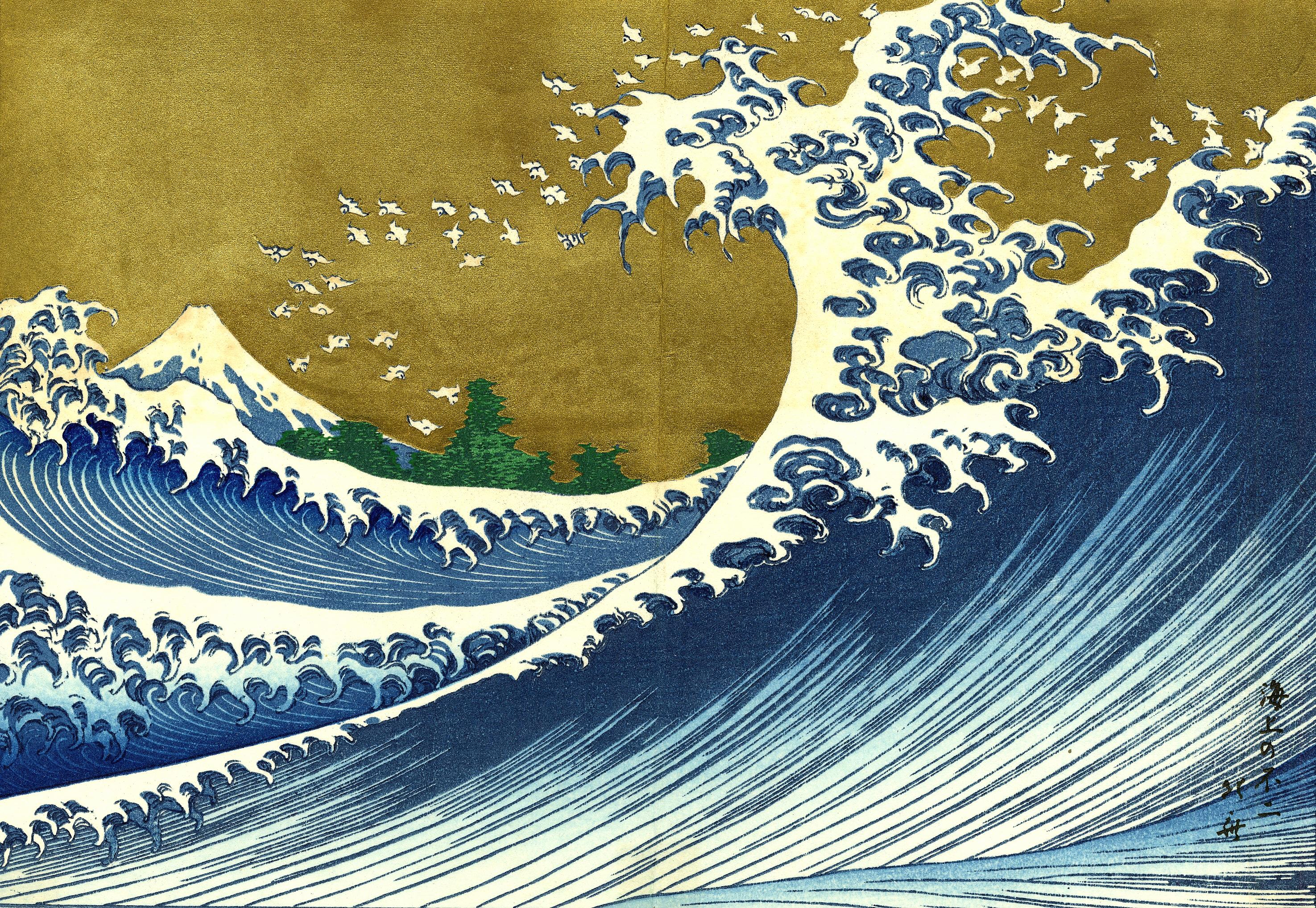
Kaijo no fuji, second volume des Cent vues du mont Fuji, 1834, Hokusai. Pas de bateaux mais des oiseaux volant dans l'écume.

- La Vague permet de se rendre compte de la maîtrise qu'avait atteint Hokusai : cette image, si simple, coulant de source, telle qu'elle nous apparait, est en réalité le fruit d'un long travail, d'une réflexion méthodique. La fondation même de cette méthode a été posée dès 1812 par Hokusai dans son ouvrage Initiation rapide au dessin abrégé, où il expose sa théorie selon laquelle tout objet se dessine par la relation du cercle avec le carré. Il écrit :

« Ce livre consiste à montrer la technique du dessin en utilisant uniquement une règle et un compas […] Lorsqu'on commence par cette méthode, la ligne et la proportion s'obtiennent plus naturellement. »
 et, dans la préface du même ouvrage, 

« Toutes les formes ont leurs propres dimensions que nous devons respecter […] Il ne faut pas oublier que ces choses appartiennent à un univers dont nous ne devons pas briser l'harmonie. »

Quelques années plus tard, en 1835, Hokusai reprend l'image de La Vague qu'il aime tant et réalise Kaijo no fuji, pour le second volume des Cent vues du mont Fuji. On y retrouve le même rapport entre la vague et le volcan et le même jaillissement d'écume. Mais cette fois, pas de bateaux, pas d'humains, et les éclats de la vague se confondent avec un vol d'oiseaux de mer. Alors que dans son œuvre précédente, la grande vague déferlait de gauche à droite, c'est-à-dire dans le sens contraire à la lecture japonaise, et s'opposait donc frontalement aux bateaux, ici la vague et les oiseaux déferlent de droite à gauche, en harmonie.

## Influence de l'Occident surLa Grande Vague
La Grande Vague de Hokusai a été influencée par l'Occident, sur au moins deux aspects : la perspective (de façon discrète mais néanmoins très réelle, comme le montre l'étagement des plans), et l'utilisation du bleu de Prusse.

### La perspective

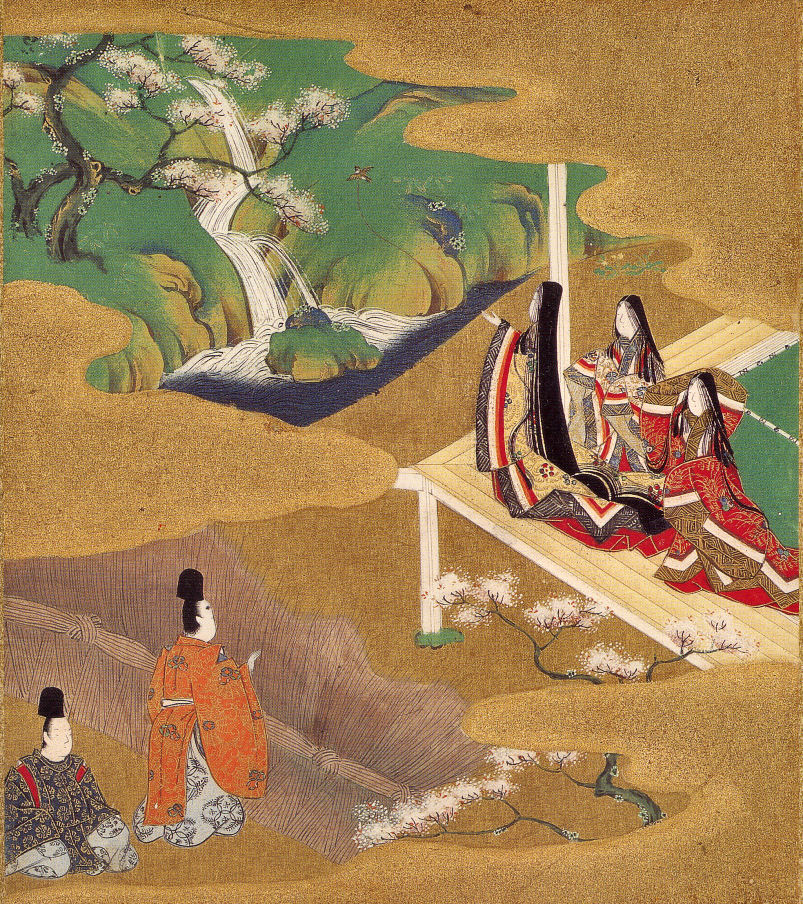
Perspective japonaise traditionnelle (Paysage de l'École Tosa, attribuée à Tosa Mitsuoki, XVIIe siècle).

Dans la peinture traditionnelle du Japon, et de l'Extrême-Orient de manière plus générale, la représentation de la perspective telle que nous l'entendons n'existait pas. Comme dans l'Égypte antique, la taille des objets ou des personnages ne dépendait pas de leur proximité ou de leur éloignement, mais de leur importance dans le contexte du sujet : un paysage pouvait donc être représenté en grossissant les personnages, considérés comme le véritable sujet de l'estampe, et en réduisant la taille des arbres et des montagnes environnantes, pour qu'ils ne risquent pas de capter l'attention au détriment des personnages. La notion de ligne de fuite n'existait pas, et le point de vue retenu était en général celui d'une « vue cavalière ».
La perspective, utilisée dans les peintures occidentales depuis Paolo Uccello et Piero della Francesca, était, au début du XVIIIe siècle, connue des artistes japonais au travers des gravures sur cuivre occidentales (hollandaises en particulier), qui arrivaient par Nagasaki. Les premières études et tentatives sur la perspective occidentale furent menées par Okumura Masanobu, puis surtout, par Toyoharu ; celui-ci a même réalisé pour cela, aux alentours de 1750, des gravures sur cuivre représentant la perspective du Grand Canal à Venise, ou des ruines antiques de Rome.
Grâce à l'œuvre de Toyoharu, l'estampe japonaise de paysage, telle que l'ont fait évoluer Hiroshige (élève indirect de Toyoharu, au travers de Toyohiro) et Hokusai, a été profondément influencée, bouleversée même par rapport à l'approche traditionnelle. Hokusai se familiarisa avec la perspective occidentale dès les années 1790, au travers des recherches de Shiba Kōkan ; peut-être même, bien qu'on n'en ait pas la preuve, a-t-il bénéficié de son enseignement. Il publia d'ailleurs entre 1805 et 1810 une série intitulée Miroirs d'images hollandaises. Huit vues d'Edo.
Sans doute le succès de La Grande Vague en Occident n'aurait-il pas été aussi fort, si le public occidental n'avait pas éprouvé un sentiment de familiarité avec l'œuvre : dans une certaine mesure en effet, c'est une peinture occidentale vue au travers d'yeux japonais.

Comme l'a écrit Richard Lane, 

« […] des Occidentaux, mis pour la première fois en présence d'œuvres japonaises, seront tentés de choisir ces deux derniers artistes (Hokusai et Hiroshige) comme représentant l'apogée de l'art du Japon, sans se rendre compte que ce qu'ils admirent le plus est justement cette parenté cachée avec la tradition occidentale qu'ils sentent confusément. »

### «La révolution bleue»

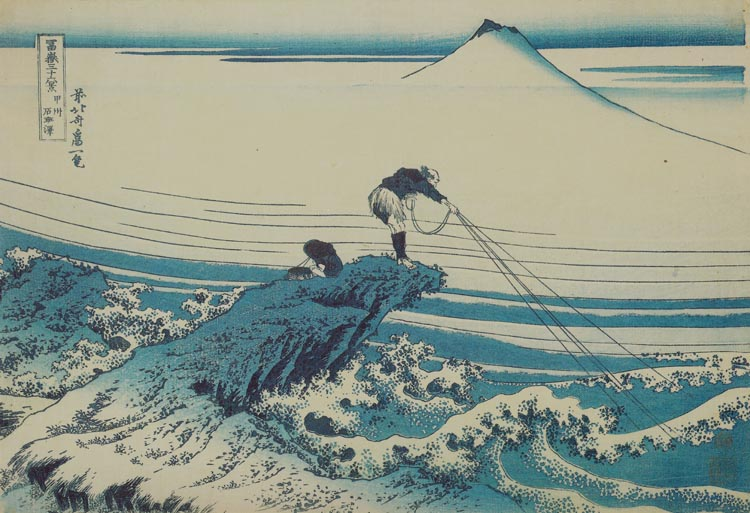
Kôshu Kajikazawa, « Kajikazawa dans la province de Kai », de la série des Trente-six vues du mont Fuji, variété aizuri-e, imprimée entièrement en bleu de Prusse.

Les années 1830 constituent une « révolution bleue » dans l'aspect des estampes de Hokusai, par le recours massif à la nouvelle couleur à la mode, le « bleu de Berlin », que nous connaissons sous le nom de bleu de Prusse. C'est ce bleu qui fut utilisé pour La Grande Vague, couleur d'origine chimique bien différente  du bleu délicat et fugace, issu de pigments naturels (indigo), qu'utilisaient auparavant les graveurs japonais de l'ukiyo-e. Ce « bleu de Berlin », le berorin ai, importé de Hollande, fut utilisé, en particulier par Hiroshige et Hokusai, à partir de son arrivée massive au Japon, en 1829,.
La série des dix premières estampes des Trente-six vues du mont Fuji, à laquelle appartient La Grande Vague, compte donc parmi les toutes premières estampes japonaises à avoir fait appel au bleu de Prusse, puisqu'elles ont vraisemblablement été proposées à l'éditeur dès 1830. Ces estampes présentent d'ailleurs une autre particularité, qui est que le trait du dessin proprement dit en est imprimé, non à l'encre de Chine (sumi) comme il était d'usage, mais au bleu de Prusse également.
Cette nouveauté rencontra immédiatement un grand succès. Dès le Nouvel An de l'année 1831, l'éditeur de Hokusai, Nishimuraya Yohachi (Eijudō) fit d'ailleurs une annonce publicitaire pour présenter cette innovation. Devant le succès rencontré, Eijudō se lança l'année suivante dans la publication des neuf ou dix estampes suivantes de la série Trente-six Vues du mont Fuji. Ces nouvelles estampes présentaient une singularité : certaines d'entre elles étaient en effet imprimées selon la technique des aizuri-e, des « images imprimées (entièrement) en bleu ».  L'une de ces estampes aizuri-e nous est connue sous le nom de Kajikazawa dans la province de Kai (Kôshu Kajikazawa).
La publication de la série continua jusqu'en 1832, voire 1833, pour atteindre un total de 46 estampes, grâce à dix estampes surnuméraires. Ces dix planches supplémentaires, à la différence des autres, n'ont pas les traits de contours en bleu de Prusse, mais en noir sumi (encre de Chine), comme il était habituel ; ces dix dernières estampes sont connues sous le nom de ura Fuji, « le Fuji vu de l'autre côté ».

## Influence sur l'art occidental

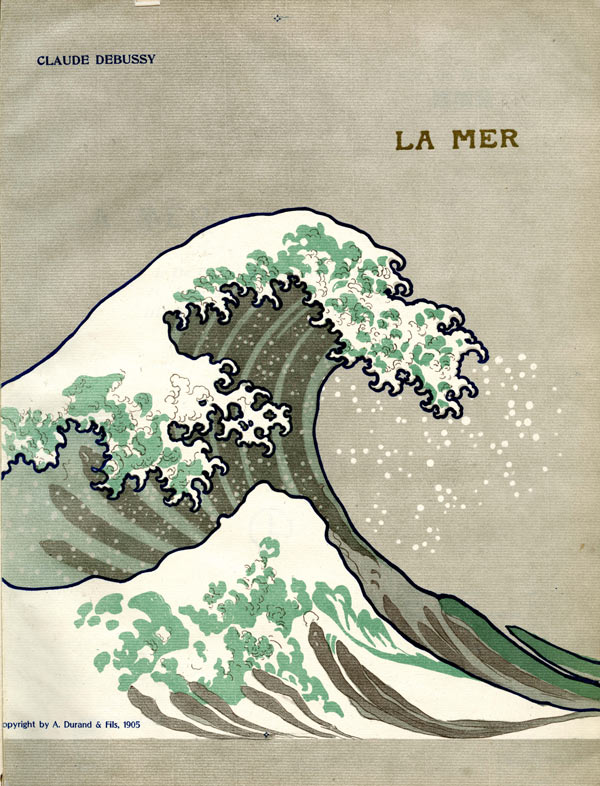
Couverture de l'édition originale de La Mer de Claude Debussy.

Au milieu du XIXe siècle, l'art japonais arrive en Europe. La vision des artistes d'Extrême-Orient est totalement nouvelle et en rupture avec les conventions de la peinture occidentale de l'époque. Une mode est lancée, celle du japonisme. Les principaux artistes japonais qui influencèrent les artistes européens étaient Hokusai, Hiroshige et Utamaro.
Les Trente-six vues du mont Fuji ont en particulier été une source d’inspiration très importante pour les peintres occidentaux japonisants du XIXe siècle. On retrouve des estampes de cette série chez de nombreux peintres, qui en firent même parfois collection : Vincent van Gogh, Claude Monet, Edgar Degas, Auguste Renoir, Camille Pissarro, Gustav Klimt, Giuseppe De Nittis ou Mary Cassatt.
Considérée comme la plus célèbre estampe japonaise, La Grande Vague de Kanagawa influença probablement certaines œuvres majeures, de la peinture, avec Claude Monet, à la musique avec La Mer de Claude Debussy, en passant par la littérature avec Der Berg de Rainer Maria Rilke.
Félix Bracquemond, l'un des précurseurs du japonisme, serait le premier artiste européen à avoir copié des œuvres japonaises. C'est en 1856 qu'il aurait découvert chez l'imprimeur Delâtre, un volume de la Manga d'Hokusai et qu'il en aurait recopié les dessins sur ses céramiques,,. 
Puis, lors de l'Exposition Universelle de 1867, à laquelle le Japon participe officiellement pour la première fois, la vente qui suit de 1 300 objets lance véritablement la vogue de l'art japonais en Europe, bientôt suivie par la rétrospective sur l'art japonais de l'Exposition Universelle de 1878 ; c'est à cette date qu'apparait Hayashi (interprète lors de cette rétrospective), qui, avec Samuel Bing, sera le grand pourvoyeur de la France et de l'Europe en objets d'art japonais.

L'un des tout premiers artistes européens inspiré par Hokusai : Félix Bracquemond, par Nadar (1865).

En 1871, Claude Monet commença une collection d'estampes qui comptait à la fin de sa vie 231 œuvres, principalement de paysages, de 36 artistes différents dont les trois plus grands, Hokusai, Hiroshige et Utamaro. Il possédait notamment 9 estampes des Trente-six vues du mont Fuji dont la Grande Vague. Il est probable qu'il ait été influencé par ces estampes notamment dans le choix de certains motifs, la composition et la lumière de ses tableaux. Ainsi, on retrouve dans ses peintures, comme souvent dans les ukiyo-e, la nature comme principale source d'inspiration, avec ses couleurs changeantes, et une composition autour d'une oblique ou d'une serpentine, équilibrée par une verticale, le sujet principal étant placé sur le côté, voire coupé,. Sa toile Le Pont sur un étang de nymphéas semble s’inspirer de l’architecture des ponts telle qu’on la retrouve dans plusieurs des estampes de la série d’Hokusai. Ses toiles faites sur les côtes de Normandie et de Bretagne, où il utilise de longs traits de couleur pour suggérer les forces de la nature et les mouvements de l'eau, rappellent les courbes et les spirales utilisées par les artistes japonais pour représenter les énergies des éléments.
Henri Rivière, un des animateurs du Chat Noir, dessinateur, graveur, aquarelliste et aquafortiste, fut l'un de ceux qui reçut le plus l'influence d'Hokusai en général, et de La Grande Vague de Kanagawa plus particulièrement. Il publia en effet en 1902 une série de lithographies intitulées  Les 36 Vues de la Tour Eiffel, en hommage à l'œuvre de Hokusai. Collectionneur d'estampes japonaises achetées auprès de Bing, de Hayashi et de Florine Langweil, il possédait un exemplaire de La Vague, dont il s'inspira pour graver ses deux séries de gravures sur bois, représentant des paysages marins de la Bretagne, où il demeurait désormais. L'une de ces estampes, Vague frappant le rocher et retombant en arceau, de la série La Mer, études de vagues, décrit la crête écumante de la vague sous forme de gouttelettes blanches proches de la composition de Hokusai.
Claude Debussy, passionné par la mer et les estampes d'Extrême-Orient, possédait un exemplaire de La Vague dans son cabinet de travail. Il s'en serait inspiré pour son œuvre La Mer, et demanda que la grande vague figure en couverture de sa partition, sur l'édition originale de 1905,.
Ce n'est pas le moindre paradoxe que de voir que l'art de Hokusai, après avoir lui-même été profondément influencé par l'art et les techniques venus d'Occident, allait à son tour devenir la source du rajeunissement de la peinture occidentale, par l'intermédiaire de l'admiration que lui portaient les impressionnistes et les post-impressionnistes.

## Exemplaires conservés
Plusieurs exemplaires de cette œuvre sont conservés dans des collections du monde entier.
- Au Metropolitan Museum of Art de New York[12].
- Au British Museum de Londres[51] ; cet exemplaire est précieusement gardé en réserve depuis 2011.
- Dans la collection de Claude Monet à Giverny en France[52].
- Au musée Guimet.
- À la Bibliothèque nationale de France.
- Au musée Art et Histoire de Bruxelles.
- Au Palazzo Maffei Casa Museo à Vérone.

De grands collectionneurs privés du XIXe siècle sont bien souvent à l'origine des collections d'estampes japonaises des musées : ainsi l'exemplaire du Metropolitan Museum provient-il de l'ancienne collection d'Henry Osborne Havemeyer, exemplaire qui a été donné au musée par son épouse en 1929. De même, l'exemplaire de la Bibliothèque nationale de France a été acquis en 1888, en provenance de la collection de Samuel Bing. Quant à l'exemplaire du Musée Guimet, il provient du legs de Raymond Kœchlin, fait au musée en 1932.
Lors de la vente publique de la collection Huguette Bérès (une des dernières grandes collections historiques d'estampes japonaises), La Vague a été adjugée chez Piasa, le 7 mars 2003, pour la somme de 23 000 euros et les quarante-six estampes de la série des Trente-six vues du mont Fuji ont été adjugées pour 1 350 000 euros chez Sotheby's, en 2002.

## Comparaison de différents exemplaires

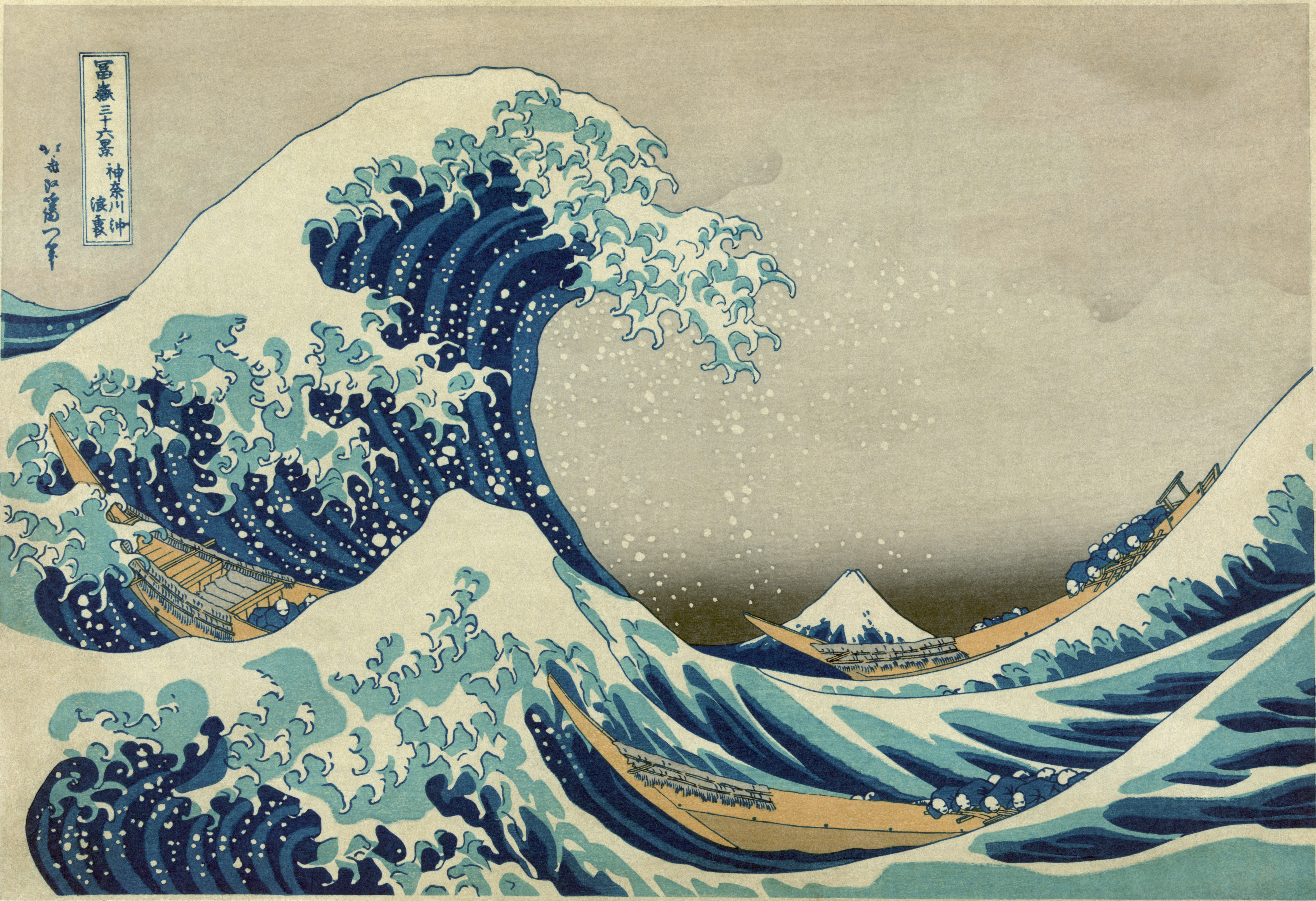
Autre gravure de La Vague, nettoyée et retouchée pour en raviver les couleurs. Cette image retouchée, en haute résolution, a été traitée à partir d'une regravure moderne de qualité effectuée par Adachi Hanga, achetée en 1938 et détenue par la Bibliothèque du Congrès.

Les estampes japonaises sont imprimées en quelques centaines d'exemplaires, à partir des planches de bois originales, gravées à partir du dessin de l'artiste. L'état exact du bois ayant servi à l'impression d'une estampe donnée fournit donc de précieux renseignements à la fois sur l'authenticité de cette estampe, mais aussi sur la qualité plus ou moins grande du tirage, selon justement l'usure du bois. Tout peut alors servir : un trait émoussé, une cassure du bois, seront autant de précieux indices.
Dans le cas de La Grande Vague de Hokusai, l'un des indices à examiner est l'état du double trait entourant le cartouche de gauche, sur le côté gauche. Il apparaît en effet très souvent émoussé, voire effacé, car la gravure sur bois de l'original à cet endroit précis affleure mal. Sur l'exemplaire du Metropolitan Museum, on peut voir qu'il s'agit d'un original d'une qualité d'impression surprenante, puisque le double trait de ce cartouche n'apparaît pratiquement pas émoussé du tout à gauche.
La comparaison avec l'exemplaire originaire de la collection Siegfried Bing montre que ce dernier présente un double trait gauche du cartouche assez effacé ; le fond est également différent, car il est presque uniforme, et ne fait pas apparaître la légère formation nuageuse qui monte de l'horizon sur l'exemplaire du Metropolitan Museum (Voir).
L'exemplaire du Musée Guimet, lui, laisse deviner ce nuage, avec précisément les mêmes contours, mais de façon moins nette. Ces variations dans les fonds sont fréquentes dans les estampes japonaises, car elles correspondent simplement en général à un encrage différent de la même planche de bois, sans qu'il soit besoin de retoucher celle-ci.
L'exemplaire de Claude Monet à Giverny, tel qu'il ressort sur cette reproduction, apparaît comme une bonne impression, avec le bord gauche du cartouche en bon état ; la formation nuageuse se voit aussi très distinctement. Mais cet exemplaire a apparemment été coupé sur les bords (le bord de gauche est ici au ras de la signature). Ce point est corroboré par les dimensions indiquées : 24,1 cm × 36,2 cm, contre 25 cm × 37 cm pour l'exemplaire du Metropolitan Museum.
L'exemplaire du British Museum montre un cartouche bien usé sur la gauche, et une absence de formation nuageuse dans le ciel. En l'absence d'autres éléments, on peut donc penser que l'exemplaire du Metropolitan Museum reflète mieux les intentions d'Hokusai.

## Dans la culture populaire

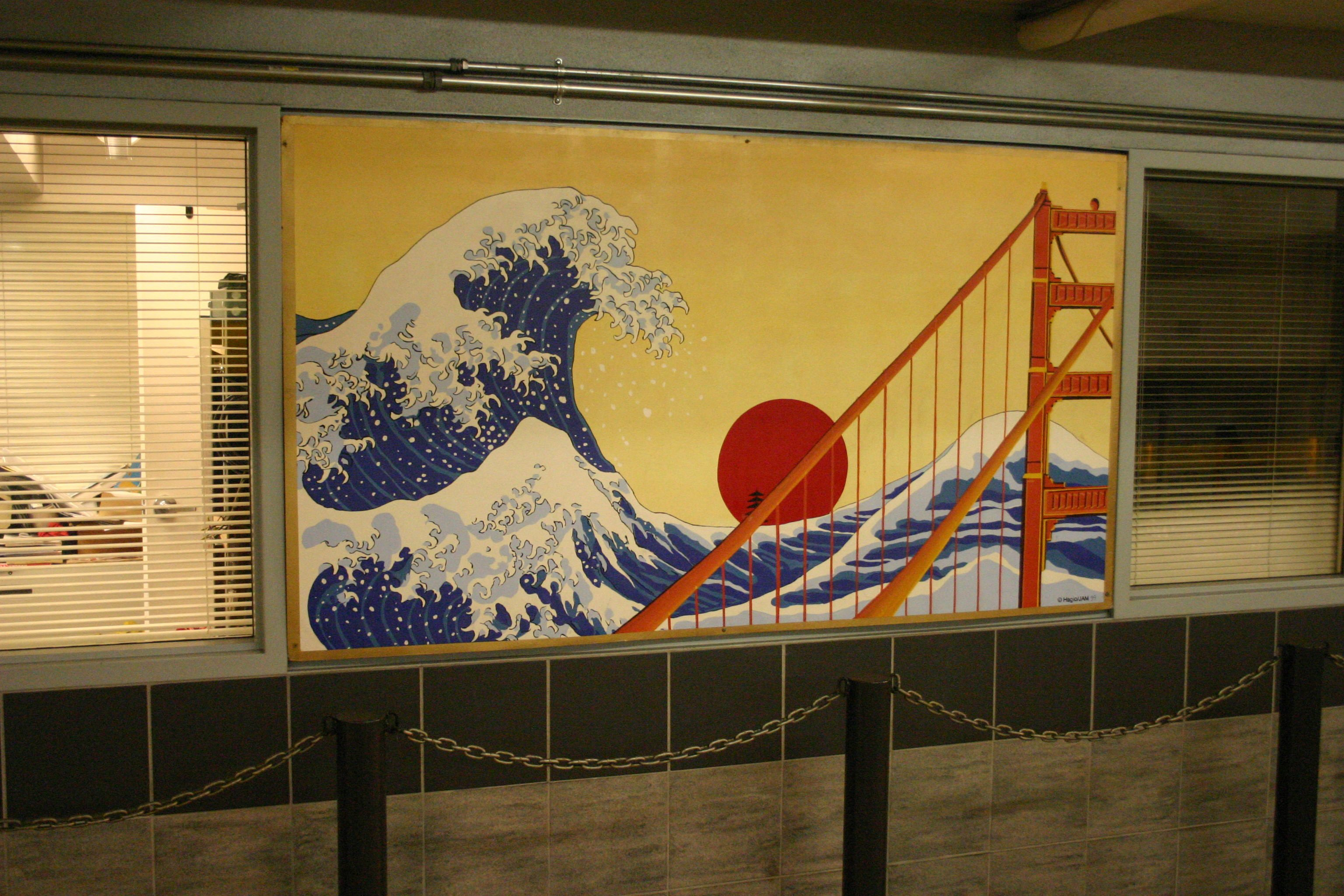
Adaptation de La Vague avec le Golden Gate de San Francisco.

Reproduction de La Grande Vague de Kanagawa dans les galeries souterraines du Grand réseau sud de Paris.

La Grande Vague de Kanagawa a été de nombreuses fois parodiée ou reprise sous différentes formes ; elle est aujourd'hui une image que l'on rencontre dans toutes sortes de contextes différents :
- elle a servi également de modèle au logo de Quiksilver[58],[59] qui rappelle ainsi les deux domaines majeurs d'activité de la marque à savoir, le snowboard et le surf ;
- elle a servi à un projet publicitaire pour Orangina (qui utilisait la vague pour « secouer » la bouteille)[60] ;
- elle a été reproduite au cours des années 1980 dans les carrières souterraines de Paris dans des dimensions imposantes dans la salle dite La Plage, un lieu de réunion cataphile[61] ;
- elle est au cœur de l'ouvrage La Grande Vague[62], aux éditions de l'Élan vert, 2010. Cet album pour enfants écrit par Véronique Massenot et illustré par Bruno Pilorget permet aux jeunes lecteurs de découvrir l’œuvre d'Hokusai ;
- le film d'animation L'Île aux chiens de Wes Anderson détourne cette œuvre en y ajoutant des chiens[63] ;
- un nombre considérable de variations surprenantes ont été osées à partir de l'œuvre originale[60].
- le motif orne le dos des boîtiers des montres de plongée de la marque Seiko[réf. souhaitée].
- le 2 janvier 2023, la marque Lego rend hommage au chef-d'œuvre[64] en l'imaginant sous forme de briques.